# Mustafa Cerić
Mustafa Cerić (Veliko Čajno kod Visokog, 5. februar 1952) predsjednik je Svjetskog bošnjačkog kongresa. Jedan je od osnivača Bošnjačke akademija nauka i umjetnosti. Bivši je reis-ul-ulema Islamske zajednice u Bosni i Hercegovini. 

## Biografija
Cerić je rođen 1952. godine u Velikom Čajnu kod Visokog. Osnovnu školu završio je u rodnom mjestu, a Gazi Husrev-begovu medresu u Sarajevu 1972. godine. Diplomirao je na Univerzitetu Al-Azhar u Kairu 1978. godine. Nakon toga radi kao imam (vjersko-prosvjetni referent) u Bijeloj džamiji u Gračanici do 1981. godine. Odlukom Starješinstva biva imenovan za imama u Islamskom kulturnom centru u Čikagu. U ovom gradu završava postdiplomske studije iz islamske teologije na Odsjeku za bliskoistočne jezike i civilizacije gdje i doktorira pred poznatim muslimanskim učenjakom Fazlur Rahmanom s tezom: „A study of the Theology of Abu Mansur al-Maturidi” (Studija o teološkom učenju Ebu Mensura el-Maturidije) 24. 9. 1986. godine. Uporedo s imamskim poslom predavao je na Američkom koledžu u Čikagu.
Nakon petogodišnjeg imamskog rada i studiranja u Čikagu, vraća se u domovinu na mjesto glavnog imama u Zagrebačkoj džamiji. Njegovim dolaskom Islamska zajednica u Zagrebu poprima nove oblike rada. Pod njegovim vođstvom Islamska zajednica u Zagrebu je organizovala tri naučna simpozija: Mistika u islamu - tesavuf; Problemi savremenog pristupa islamu; i Etika u islamu. Ovaj treći naučni skup imao je internacionalnu dimenziju, jer su na njemu uzeli aktivno učešće najautoritativniji poznavaoci ove discipline iz islamskog svijeta, a jugoslavenskoj javnosti su se po prvi put predstavili fizičar i nobelovac Abdus Selam i malezijski filozof Nedžib Atas. Ovakav vid aktivnosti dr Cerića i Zagrebačku džamiju, svrstava u sam vrh kulturnog života Islamske zajednice u bivšoj Jugoslaviji, a čini je sve prisutnijom i u tokovima razvoja islamske misli u svijetu.
Cerić radi na tome da islam bude jak element bošnjačkog nacionalizma i zagovara da Bosna i Hercegovina treba da postane nacionalna država Bošnjaka jer Hrvati i Srbi već imaju svoje nacionalne države (Hrvatska i Srbija, redom).
Činjenicu da su se Bošnjaci vakcinisali u Srbiji usled nedostatka vakcina protiv bolesti COVID-19 u BiH, Cerić je u obraćanju Bakiru Izetbegoviću opisao kao sramotu vijeka za naš narod i državu.
Govori arapski i engleski jezik. Oženjen je, ima troje dece.

## Objavljeni radovi
- „”., European View, 12/2007,
- [3]

## Spoljašnje veze
- IZ BiH (pretraga)